# تاديوز رودلف
تاديوز رودلف (بالبولندية: Tadeusz Rudolf)‏ هو سياسي بولندي، ولد في 22 يناير 1926 في بوخنية ‏ في بولندا، وتوفي في 25 أغسطس 2018. نشط حزبياً في حزب العمال البولندي الموحد.